# Старо-Семёновское кладбище
Старо-Семёновское кладбище — старейшее кладбище в Железнодорожном районе Витебска. Располагается в районе улицы 3-я Полоцкая.
В лютеранской части кладбища перед входом на главную аллею сохранились остатки кирпичных ворот конца XIX — начала XX вв.

## Известные люди похоронные на кладбище
- Пэн, Юдель Моисеевич (1854—1937) — художник, первый учитель художника Марка Шагала
- Дарта Плиекшане (1828-1899)— мать латышского поэта и драматурга Яниса Райниса
- Рихтер, Александр Карлович (1834—1897) — генерал от инфантерии
- Воронов, Александр Алексеевич (1809-1898) — генерал-майор